# Veaceslav Gojan
Veaceslav Gojan (Grimăncăuți, 1983. május 18. –) Európa-bajnok és olimpiai bronzérmes moldáv ökölvívó.

## Pályafutása
A 2002-es permi Európa-bajnokságon papírsúlyban ezüstérmet szerzett. A 2008-as pekingi olimpián harmatsúlyban bronzérmes lett. A 2011-es ankarai Európa-bajnokságon ugyanebben a súlycsoportban aranyérmet nyert.
2000 és 2017 között a moldáv bajnokságban 15 bajnoki címet nyert négy súlycsoportban (papírsúly, lepkesúly, harmatsúly, pehelysúly).
2011 és 2013 között tíz profi mérkőzést vívott. Hét győzelem és három vereség volt a mérlege. 2011–12-ben a Milano Thunder, 2012–13-ban a German Eagles versenyzője volt.

### Profi mérkőzései (WSB)
| No. | Eredmény | Pontozás | Csapat         | Ellenfél (csapat)                      | Típus | Menet | Dátum              | Helyszín                    | Megjegyzés |
| --- | -------- | -------- | -------------- | -------------------------------------- | ----- | ----- | ------------------ | --------------------------- | ---------- |
| 1   | Győzelem | 1–0      | Milano Thunder | Edwin Sandoval (Los Angeles Matadors)  | PTS   | 5     | 2011. november 18. | Milánó, Olaszország         | [ 4 ]      |
| 2   | Vereség  | 1–1      | Milano Thunder | Rau'shee Warren (Los Angeles Matadors) | PTS   | 5     | 2012. január 22.   | Hollywood, Egyesült Államok | [ 5 ]      |
| 3   | Győzelem | 2–1      | Milano Thunder | Apichet Petchmanee (Bangkok Elephants) | PTS   | 5     | 2012. február 10.  | Milánó, Olaszország         | [ 6 ]      |
| 4   | Győzelem | 3–1      | Milano Thunder | Geoffrey dos Santos (Paris United)     | W/O   | -     | 2012. március 5.   | Párizs, Franciaország       | [ 7 ]      |
| 5   | Vereség  | 3–2      | Milano Thunder | Magomed Kurbanov (Baku Fires)          | PTS   | 5     | 2012. március 30.  | Baku, Azerbajdzsán          | [ 8 ]      |
| 6   | Győzelem | 4–2      | German Eagles  | Vincenzo Picardi (Italia Thunder)      | PTS   | 5     | 2012. november 17. | Milánó, Olaszország         | [ 9 ]      |
| 7   | Győzelem | 5–2      | German Eagles  | Shawn Simpson (USA Knockouts)          | PTS   | 5     | 2012. december 7.  | Göppingen, Németország      | [ 10 ]     |
| 8   | Győzelem | 6–2      | German Eagles  | Vittorio Parrinello (Italia Thunder)   | TKO   | 1 (5) | 2013. január 18.   | Göppingen, Németország      | [ 11 ]     |
| 9   | Vereség  | 6–3      | German Eagles  | Shawn Simpson (USA Knockouts)          | PTS   | 5     | 2013. február 9.   | Reno, Egyesült Államok      | [ 12 ]     |
| 10  | Győzelem | 7–3      | German Eagles  | Sean McGoldrick (British Lionhearts)   | PTS   | 5     | 2013. február 23.  | Hannover, Németország       | [ 13 ]     |

## Sikerei, díjai
- Olimpiai játékok – harmatsúly
  - bronzérmes: 2008, Peking
- Európa-bajnokság
  - aranyérmes: 2011, Ankara (harmatsúly)
  - ezüstérmes: 2002, Perm (papírsúly)
- Moldáv bajnokság
  - bajnok (15)
    - papírsúly (4): 2000, 2001, 2002, 2006
    - lepkesúly (2): 2003, 2007
    - harmatsúly (4): 2008, 2010, 2011, 2012
    - pehelysúly (5): 2013, 2014, 2015, 2016, 2017